# AXN White
Az AXN White a Sony Pictures Entertainment tulajdonában lévő európai televízióadó, az AXN társcsatornája, amely dráma, krimi és vígjáték műfajú filmeket és sorozatokat sugároz. Portugáliában, Lengyelországban, Csehországban, Szlovákiában, Romániában és Bulgáriában érhető el.
A csatorna elsőként Portugáliában és Spanyolországban kezdett sugározni 2012. április 14-én. Közép-Európában, többek közt Magyarországon is, 2013. október 1-jén indult az AXN Crime helyén.
2017. augusztus 3-án a Sony Pictures Television International (SPTI) bejelentette, hogy 2017 októberében újrapozicionálja és átnevezi Magyarországon az AXN két tematikus adóját. Így az AXN White helyét hazánkban a Sony Max vette át 2017. október 3-án, melyet 2022. március 24-én Viasat 2-re neveztek át.
Magyarországon a csatorna hangja Roatis Andrea volt, aki jelenleg az utódcsatornának a hangja, és az AXN Sci-Fi bemondója is volt 2006-tól 2013-ig.

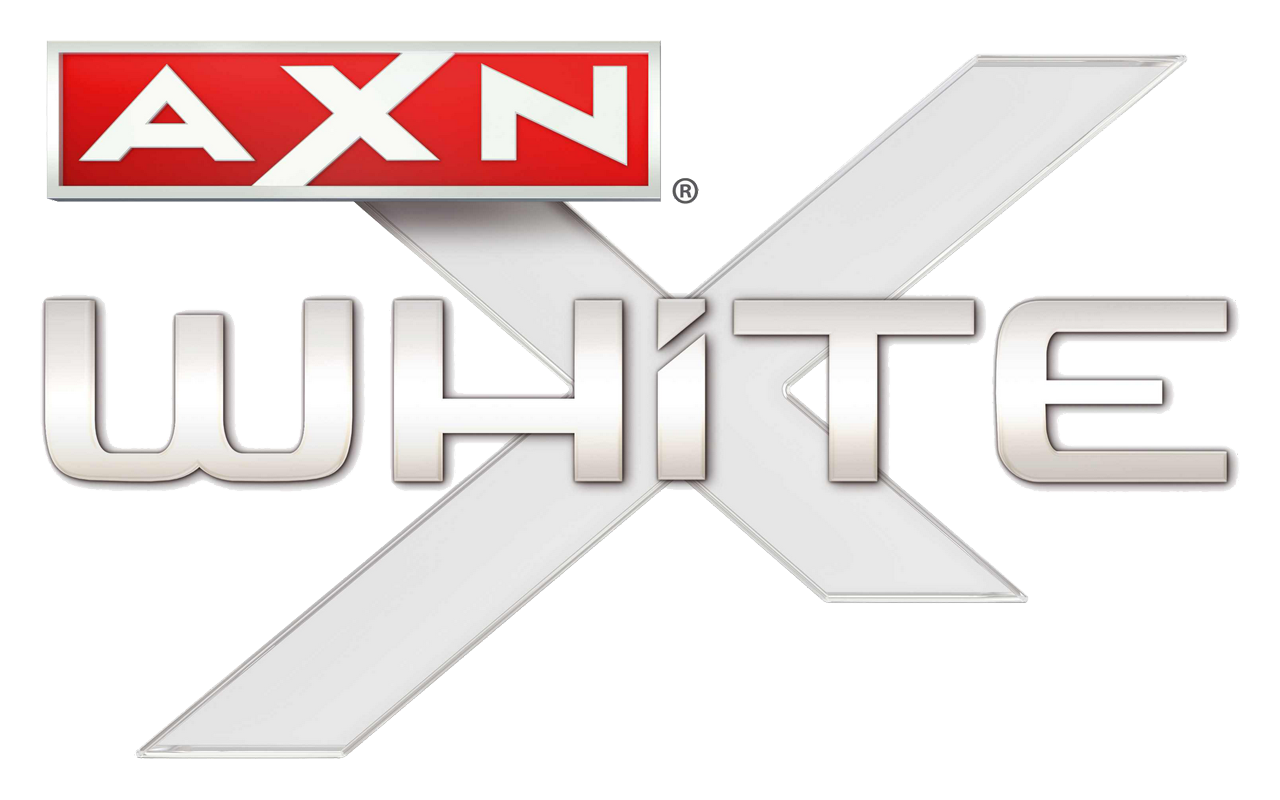
A csatorna korábbi logója